# Fédération des coopératives du Nouveau-Québec
La Fédération des coopératives du Nouveau-Québec (FCNQ) est un regroupement de 14 coopératives membres des communautés inuites du Nunavik, situées le long des côtes de la Baie d’Hudson et de la Baie d'Ungava.
La FCNQ est la principale entreprise de services du Nunavik, ainsi que le plus grand employeur non gouvernemental du Nunavik. Plus de 400 employés y travaillent à temps plein, en plus d’employer des travailleurs saisonniers et des employés à Montréal.
La FCNQ a été fondée en 1967. Les premières coopératives visaient la gestion de la commercialisation de l’art inuit, fortement en demande à l’époque. La création de la FCNQ a grandement influencé le développement social, économique et politique du Nunavik. Les coopératives ont permis une organisation du développement social, en ayant chacune un conseil de coopérative où sont discutés des enjeux locaux. Le succès économique des coopératives a apporté une stabilité aux communautés, une force politique et une diversité du capital social.
La mission première de la FCNQ est « de promouvoir le développement de ses membres par le biais de leur implication dans des activités sociales et économiques durables.» La FCNQ vise un mode de développement durable et endogène.

## Histoire
C’est la sculpture qui vient graduellement remplacer le commerce de la fourrure. La Compagnie de la Baie d’Hudson et le gouvernement canadien mettent en place en 1949 un programme de développement de cet art. C’est à partir de là qu'on commence à réfléchir au modèle coopératif. Les Inuit, fidèles à leur économie de partage, souhaitent faire profiter la communauté de leurs profits, et en générer davantage pour leur communauté. 
La première coopérative voit le jour à Kangiqsualujjuaq (alors appelé Rivière George) en 1959. C’était une petite coopérative de pêche et de bois d’œuvre, mise sur pied par le représentant du Département des Affaires du Nord et des Ressources naturelles en partenariat avec les résidents de la communauté. Peu après, également en 1959, on assiste à la création d’une coopérative à Povungnituk, appelée la Société des sculpteurs de Povungnituk. Cette coopérative a été créée par le père André Steinmann et Peter Murdoch, l’agent local de la Compagnie de la Baie d’Hudson. Le père Steinmann, un missionnaire oblat, a joué un rôle important dans la promotion de la formule coopérative et de la gestion de l’économie endogène, par les Inuit et pour les Inuit. 
La Société des sculpteurs avait pour but de créer un mouvement autogéré de commercialisation des sculptures esquimaudes. L’idée se propage dans les autres communautés du Nouveau-Québec et mène à la création de la Fédération des coopératives du Nouveau-Québec en 1967. Cinq coopératives en sont alors membres. Entre 1959 et 1980, la croissance économique des coopératives a été phénoménale, leur volume brut de vente passant de 360 000 $ à 27 000 000 $.
Aujourd’hui, les services accessibles aux Nunavimmiut sont presque tous offerts par les coopératives locales. Les 14 coopératives ont des magasins où l’on trouve tous les articles de consommation de la vie courante, mais s’occupent aussi de la mise en marché des fourrures et de divers services, comme des restaurants, des services de distribution de produits pétroliers, des camps de touristes, des salles de billard, des hôtels, des caisses populaires, etc. 
Selon Duhaime et Winther, quelques causes du grand succès des coops du Nunavik sont : l’établissement de structures de soutien adéquates, soit la Fédération qui chapeaute les 14 coops et qui, selon eux, est la clé du succès ; le lien étroit entre le mouvement coopératif au sud du Québec, qui a offert la formation ; le soutien du gouvernement, qui leur a entre autres permis par des négociations conjointes la gestion et la distribution du pétrole ; l’implication des membres dans les coops, qui a créé un mouvement politique et social.

### Contexte économique
Les communautés inuites ont une économie vernaculaire basée sur le partage et développée selon les spécificités locales et la réalité de leur territoire nordique. L’économie de marché est relativement récente dans l’histoire du Nord-du-Québec. 
C’est au milieu du XIXe siècle que les Nunavimmiut ont pris l’habitude de vendre les peaux des animaux qu’ils chassaient. Il y avait à cette époque deux compagnies rivales qui les achetaient : La Compagnie de la Baie d’Hudson et Révillon Frères. Les vendeurs obtenaient en échange des armes et des munitions. Pour les Inuit, le partage a toujours été au cœur de cette pratique d’échange, les notions de possession et d’argent étant inexistantes dans le savoir ancestral traditionnel.
L’économie inuite est basée sur un principe appelé pitsiatuq, selon lequel les animaux font don de leur vie aux chasseurs et se présentent à eux seulement si celui-ci a un bon comportement. Les chasseurs ont le devoir de les honorer sans gaspillage et d’impérativement partager leur chasse avec d’autres. Ce principe de partage instaure donc un moyen de stocker de la valeur, car donner de la nourriture permettra éventuellement d’en recevoir de quelqu’un d’autre. Ce sont donc les relations sociales, et non l’argent, qui servent traditionnellement au stockage pour les Inuit. 
Aujourd’hui, la région a une économique mixte, comprenant des activités salariées servant à financer les activités de chasse et de pêche. À la suite d'assemblées publiques tenues dans chaque communauté du Nunavik dans le cadre du projet de développement du Nord par le gouvernement du Québec, les habitants et leurs instances régionales ont soumis leur vision du développement de leur région en huit points. Au sommet des priorités se trouvent le développement social et le respect des ententes conclues avec le gouvernement au sujet de la chasse et de la pêche. Le développement économique au sens propre du terme ne vient qu’en troisième position des priorités, et est lié strictement aux besoins régionaux.

### Émergence de l’économie de marché au Nunavik.
Les biens obtenus par la traite de la fourrure et la pratique même de ces échanges ont perturbé l’économie du Nouveau-Québec. Dans un rapport produit par le gouvernement du Québec en 1981, on lit que ces échanges ont contribué à faire augmenter la pression de chasse sur certaines espèces, en augmentant la demande, mais également en rendant plus efficaces les techniques de chasse. En faisant ainsi baisser les ressources alimentaires à cause d’une trop grande pression, les membres de ces communautés sont devenus dépendants des postes de traites et des biens qu’ils y trouvaient. Rapidement, ce n’est plus seulement des armes, mais aussi des vêtements et de la nourriture que les Nunavimmiut s’y procurent. 
C’est avec la crise économique de 1929 que cette dépendance devient fatale pour le mode de vie inuit. Les prix des fourrures chutent. Dès 1947, les Inuit commencent à recevoir les allocations familiales et les mesures d’aide sociale du gouvernement fédéral. On assiste alors à une sédentarisation des peuples inuit au Nouveau-Québec : constructions de maisons permanentes, scolarisation, développement des services par le gouvernement. Les 14 villages actuels ont ensuite été créés, la plupart à proximité d’un poste de traite ou d’une mission religieuse.

## Effets

### Sociaux
La FCNQ soutient que « le mouvement coopératif représente la force majeure qui a amené les Inuit à s'impliquer dans leur propre développement ». 
Le modèle coopératif n’était pas connu des traditions inuites. Ce sont les Qallunaat qui ont aidé à la volonté fondamentale des Inuit de s’organiser eux-mêmes. Les gestionnaires et les officiers inuit ont entre autres été formés grâce à un programme d’éducation des coops à Lévis. Au début, les non inuits occupaient des postes clés dans l’organisation, mais ont graduellement cédé leurs places aux Inuit, bien que des allochtones travaillent encore au sein de la FCNQ.
Aliva Tulugak, qui a dédié 44 ans de sa vie à sa coopérative locale, relate dans son livre que sa communauté se sentait sous le contrôle de dirigeants qui ne savaient rien de leur culture et de leur façon de vivre. Quand ils ont entendu parler des coops, poursuit-il, il semblait que ce système leur redonnerait une manière de regagner un peu du contrôle qu’ils avaient perdu. L’autonomie était la première volonté des Inuit, et les dirigeants ont rapidement entrepris le processus de devenir indépendant de toutes formes d’aide extérieure.
Les coopératives, d’abord créées dans un dessein économique, ne sont pas que des simples magasins. Elles deviennent rapidement un lieu de rencontre, de débat et de prise de position politique, où l’on veut faire passer le peuple et la communauté en premier. L’esprit n’est pas d’accumuler du profit, mais bien de faire en sorte que la communauté vive mieux. Les coops se mêlent rapidement de tout, et songent même à offrir des formations pour la main-d’œuvre, et à s’occuper de l’éducation et des services municipaux.  « À partir d’une fonctionnalité économique, les coopératives se donneront aussi un rôle social et politique, tirant sa légitimité de la participation de l’ensemble de la population, membre de droit des coopératives », explique Éric Canobbio. Jean-Jacques Simard, sociologue qui se pencha longuement sur le mouvement coopératif, maintient également la même position, avançant que même au tout début, « l’esprit qui règne alors est surtout celui du développement communautaire, d’éducation populaire, d’initiatives locales ». 
C’est l’émergence d’un mouvement de solidarité, d’entraide et de cohésion sociale. Dans son autobiographie, Taamusi Qumak, un penseur du village de Puvurnituq, explique de certaines coopératives auraient fait faillite si les plus grosses n’étaient pas venues à leur aide. «  Elles s’entraidaient, comme des coopératives sont censées le faire ». 
Les coopératives ont aussi été un véhicule de changement social dans la redéfinition des relations entre les Inuit et les Blancs. Les relations avaient toujours été asymétriques, hiérarchiques, mais au sein de la coopération, les relations devenaient égalitaires. De plus, la vision du monde des coopératives et celle des Inuit étaient d’emblée compatibles, puisque les Inuit vivaient dans une économie de partage. On peut donc croire que le modèle des coopératives jouait un rôle social qui allait jusqu’à renforcer l’identité inuite et leur mode de vie. Aliva Tulugak croit que le développement et la stabilité sociale au Nouveau-Québec n’auraient pas eu lieu sans les coops, et que l’existence et la survivance même du village de Kangiqsualujjuaq ont reposé sur les efforts coopératifs.

### Politiques
Les coopératives sont aussi devenues un employeur important au Nouveau-Québec. En 1969, elles étaient le principal employeur du Nord-du-Québec. Être embauché par sa propre communauté, pour sa propre communauté : voilà un sentiment de fierté qui émerge parmi les Nunavimmiut. « Ce mouvement autogestionnaire inuit fut même l’un des premiers modèles de référence de projet politique autochtone au Canada ». 
Il y avait au sein du mouvement coopératif la volonté et la réflexion quant à une possible autonomie gouvernementale. Les Inuit voulaient se gérer eux-mêmes, et ils faisaient la preuve qu’ils en étaient capables à travers la FCNQ. Cela créa alors un fort désir de mettre sur pied un projet politique, d’avoir leurs propres institutions et de gérer leurs propres prises de décisions. « La réussite économique du mouvement coopératif avait créé un « appel d’air politique », explique Canobbio.
Jean-Jacques Simard relate pour sa part la description, faite par le sociologue Frank Vallée en 1964, des rencontres qui se tiennent dans un des villages : « La coop de Povungnituk joue effectivement le rôle de conseil municipal tandis qu’aux réunions du « conseil » officiel, mis sur pied par le gouvernement fédéral, on discute des affaires de la coop ! » Cela démontre donc clairement que les Inuit ont le besoin, l’envie et la capacité de s’autogérer, de rejeter le modèle économique, le modèle de développement et les valeurs des Qallunaat pour s’assurer de protéger leur manière de faire, leurs traditions, leur langue, leurs ressources et leur territoire.
C’est au sein de ce mouvement coopératif qu’essaimera le mouvement de dissidence quant au projet hydroélectrique de la Baie-James du gouvernement provincial et de la Convention de la Baie-James et du Nord québécois, dans les années 1970. Selon Jean-Jacques Simard, le mouvement coopératif fit germer une sorte de révolution, « Un projet global dont l’assise territoriale était un pays de 500 000 km2, où les Inuit dirigeraient majoritairement un jour un gouvernement et des institutions régionales » Taamusi Qumak est sans équivoque sur l’impact que la coopérative de Povungnituk a eu sur sa communauté : « Si nous n’avions pas lancé cette coopérative, nous, les Inuit, serions encore aux prises avec des temps difficiles. Les coopératives nous ont beaucoup aidés à progresser. »